# 木屋町DARUMA
『木屋町DARUMA』（きやまちダルマ）は、2015年（平成27年）10月に公開された、日本のハードボイルド映画である。

## 概要
商業出版の限界を超えた過激な内容で各出版社から発売を断られ続けた丸野裕行の短編小説を映画化したハードボイルド映画。『生きる街』などの榊英雄がメガホンを取った。京都の繁華街木屋町を舞台に、とある事件によって四肢を失った男がたどる哀しい宿命をあぶり出す。
遠藤憲一が主人公・勝浦を、彼を世話する相棒を三浦誠己が演じた。日本有数の観光地である京都を舞台に、裏社会とそこに生きる過激かつ物哀しい男たちの物語が描かれる。
原作同様の過激なセリフや暴力シーンが連続し、製作後も公開が数年見送られた。

## ストーリー
以前は京都木屋町一帯を支配する組織を率いていた勝浦（遠藤憲一）は、5年前にある事件で両手両足を失ってしまう。今や不自由な体で債務者の自宅に押し掛け、迷惑行為もいとわず取り立てを行うことが彼の生業だった。
勝浦は仲間の古澤（木村祐一）が世話役として送り込んだ坂本（三浦誠己）に助けられつつ仕事をこなしていた。

## キャスト
勝浦
演 - 遠藤憲一
四肢のないヤクザ
坂本
演 - 三浦誠己
金条興業の社員・勝浦の世話役
友里
演 - 武田梨奈
多重債務者である新井の娘・女子高生
金内
演 - 木下ほうか
金条興業社長
新井
演 - 寺島進
多重債務者で恐縮屋になる
古澤
演 - 木村祐一
古澤組組長
他
演 - 烏丸せつこ、福本清三、片桐竜次、梶原雄太、高山トモヒロ、尾高杏奈、石橋保、趙珉和、勝矢、谷口高史、野口貴史、宇野祥平、齋賀正和、粟島瑞丸、森本のぶ、池田勝志、仁科貴、西方凌、前野恵、國本鍾建、水上竜士、ゆかわたかし、小手山雅、マイク・ハン、村田唯、城明男、土佐和成 ほか。

## メディア
電子書籍『木屋町DARUMA』
2013年2月12日発売
発売元 : 株式会社オトコノアジト B00BFG89N8
前述のとおり各出版社から発売を断られ続けた作者の丸野が、自身で電子出版会社を作って刊行したものである。
DVD『木屋町DARUMA』
2016年2月10日発売
発売元 ; 東映ビデオ B01A6U5MII

## 主題歌
masami『空が泣いている』（丸野組織音樂公司）

## スタッフ
- 製作 : 株式会社マルノシンヂケイト、株式会社ファミリーツリー、木屋町DARUMA製作委員会
- 企画 : 株式会社オトコノアジト
- プロデューサー : 丸野裕行、榊英雄
- 監督 : 榊英雄
- 原作・脚本 : 丸野裕行（脚本協力：清水匡）
- 音楽 : 榊いずみ（編曲：佐藤亙）
- キャスティングプロデューサー : 木下鳳華
- ラインプロデューサー : 氏家英樹
- 撮影 : 今井裕二
- 美術 : 井上心平
- 照明 : 鹿野克巳
- 録音 : 山口満大
- 編集 : 清野英樹
- 特殊造形 : 仲谷進（KID'S COMPANY）
- 殺陣 : 中村健人
- VFX : 日本映像クリエイティブ、林デジタル工務店
- 配給 : ファミリーツリー、アークエンタテイメント